# Johann Vogel
Johann Louis François Vogel (født 8. marts 1977 i Geneve, Schweiz) er en tidligere schweizisk fodboldspiller (midtbane). Han spillede 94 kampe for Schweiz' landshold.

## Karriere
Vogel startede sin seniorkarriere hos den schweiziske storklub Grasshoppers, hvor han spillede fra i syv år. Han var med til at vinde tre schweiziske mesterskaber med klubben, inden han i 1999 skiftede til hollandske PSV Eindhoven. Hos PSV var han de følgende seks sæsoner fast mand på et hold, der i perioden vandt fire hollandske mesterskaber. Han forlod efterfølgende klubben for at skifte til de italienske giganter fra AC Milan.
Trods succesen hos PSV var Vogel ikke i stand til også at skabe sig et navn hos Milan. Han skiftede efter kun én sæson til Real Betis i Spanien. Han var på kontrakt hos Sevilla-klubben det følgende halvandet år, inden han i marts 2008 skiftede til Premier League-klubben Blackburn Rovers. Et år og syv Premier League-optrædener senere forlod han klubben og stoppede karrieren. I 2012 lavede han et kortvarigt comeback hos Grasshoppers, hvor han spillede tre kampe for holdet.

### Landshold
Vogel spillede desuden, mellem 1995 og 2007, hele 94 kampe og scorede to mål for det schweiziske landshold. Han var en del af det schweiziske hold til både EM i 1996, EM i 2004 og VM i fodbold 2006.